# Serrapetrona
Serrapetrona (La Sèrra in dialetto maceratese) è un comune italiano di 867 abitanti della provincia di Macerata nelle Marche.

## Geografia fisica
Serrapetrona è situata sulla destra del torrente Cesolone, in un territorio ricco di boschi di querce, lecci, noccioli, carpini paesaggisticamente interessante.  
Su questi terreni, prevalentemente montuosi e collinari, si produce la “Vernaccia di Serrapetrona D.O.C.G.” nata dalla passione di alcuni vitivinicoltori della zona, un vino spumante apprezzato a livello nazionale.  
Il borgo è munito di due cinte murarie medievali con quattro massicce porte. 

## Monumenti e luoghi di interesse
- Chiesa di San Francesco, trecentesca, conserva il Polittico di Lorenzo d'Alessandro e una Crocifissione di autore ignoto. [5] Sulla parete sinistra è una mutila figura di San Michele Arcangelo affrescata probabilmente da Bernardino di Mariotto.[7]
- Chiesa di Santa Maria di Piazza, in origine situata nella parte più bassa della piazza a sinistra della fontana e ricostruita nel sito attuale nel 1775.[6]
- Palazzo Claudi, sede marchigiana della Fondazione Claudi e centro culturale.[6]

## Società

### Evoluzione demografica
Abitanti censiti

## Economia

### Vino
La Vernaccia D.O.C.G. di Serrapetrona proviene da uve omonime, coltivate fin dal Medio Evo. Spumante rosso naturale,  di produzione molto limitata, alla cui preparazione concorrono l’uva omonima, il Sangiovese, Montepulciano o Ciliegiolo. 

## Infrastrutture

### Strade
Il principale collegamento e la superstrada SS 77 (collegamento est-ovest da Civitanova Marche a Foligno) ed ha lo svincolo "Serrapetrona" che permette direttamente di raggiungere la cittadina.

## Galleria fotografica

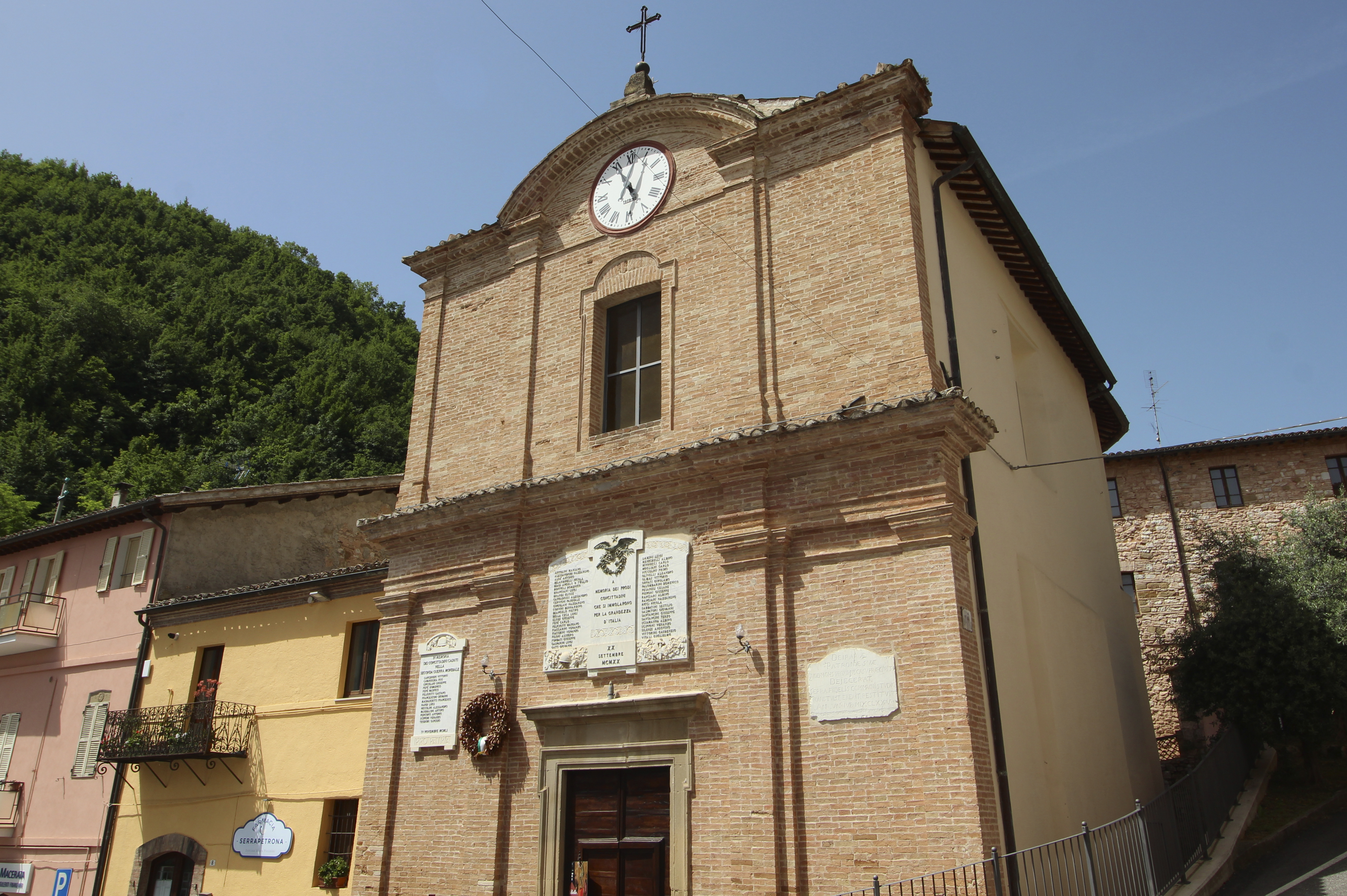
La chiesa di Santa Maria di Piazza
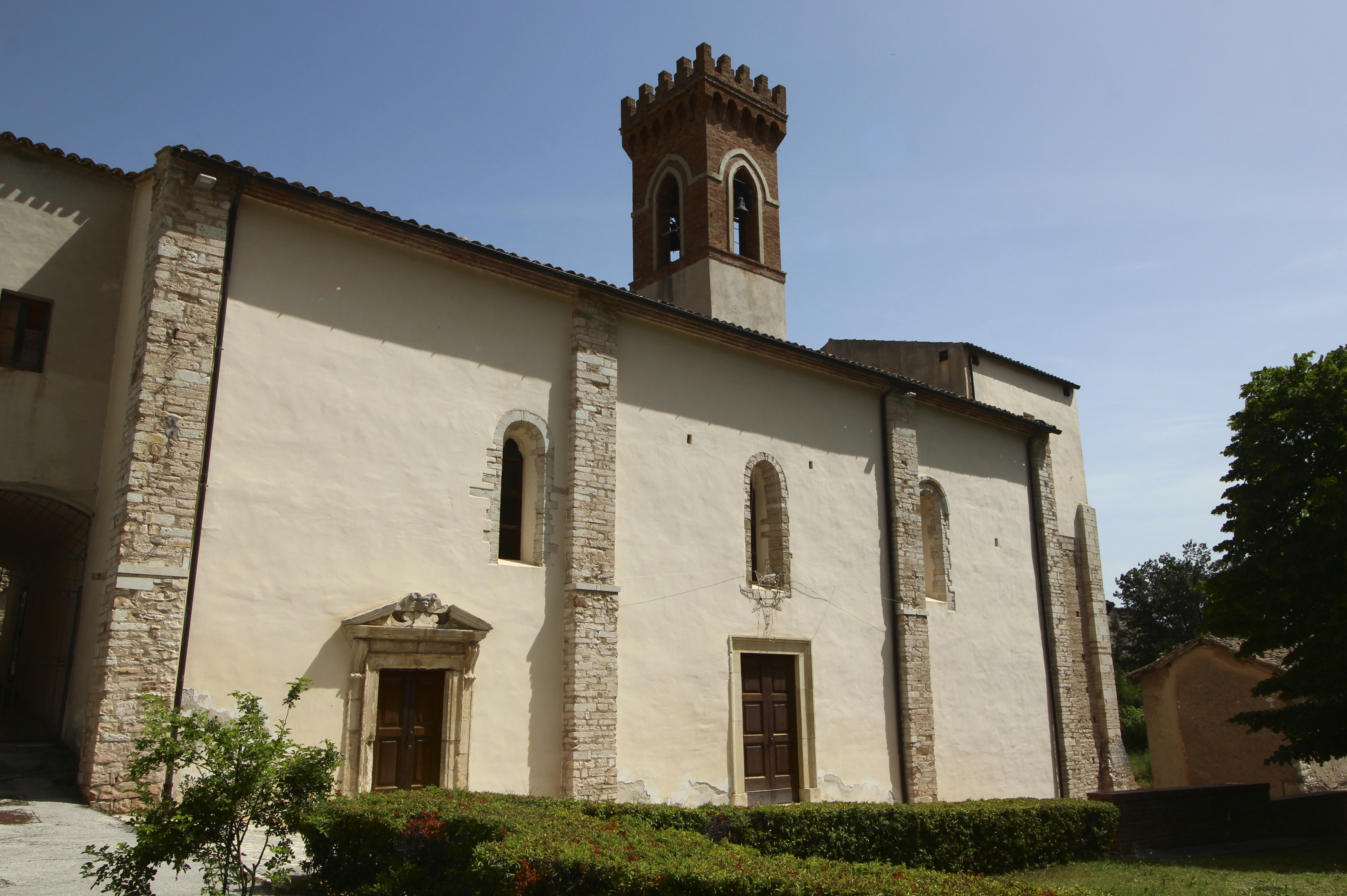
La chiesa di San Francesco
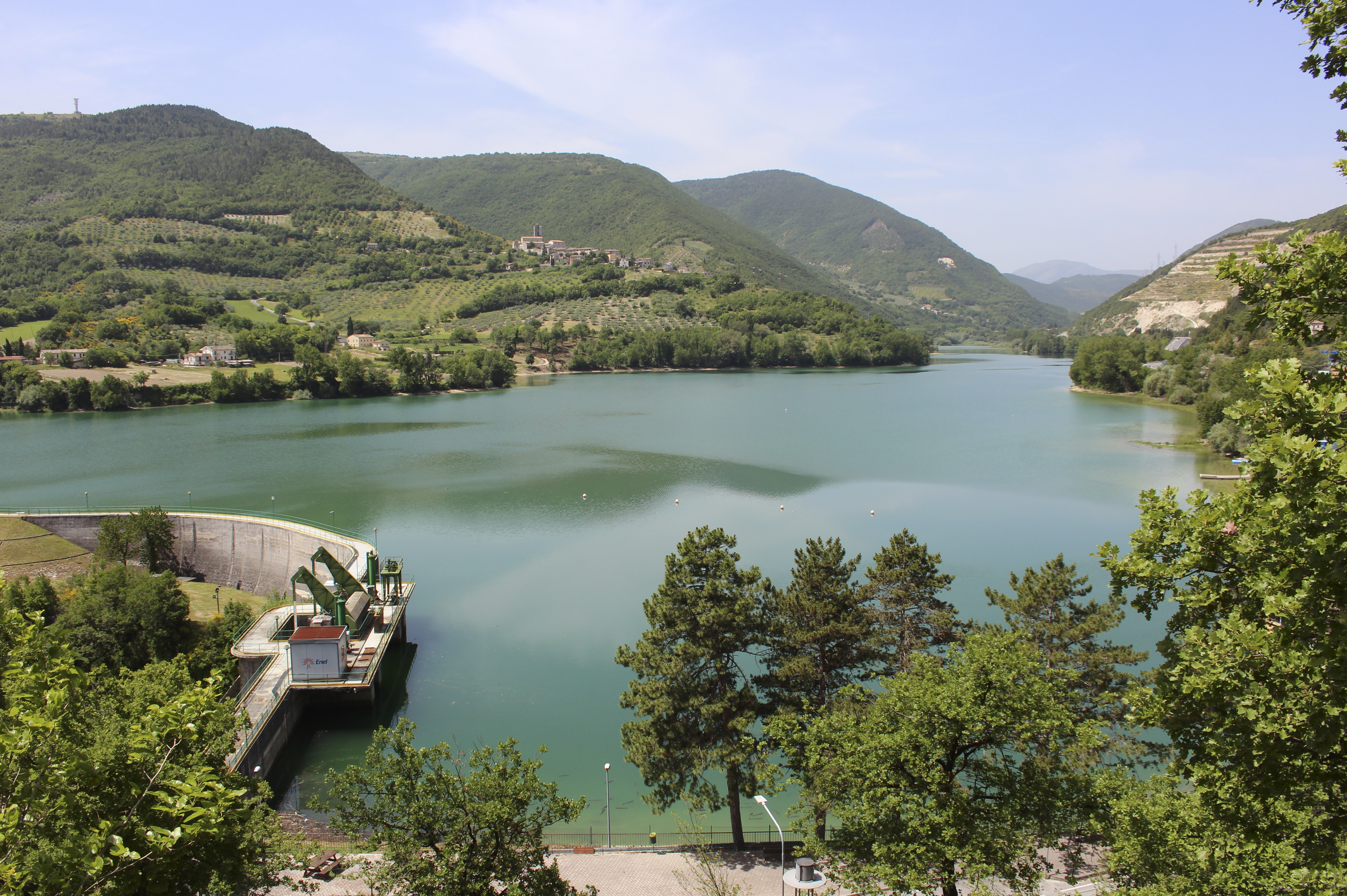
Il Lago di Caccamo
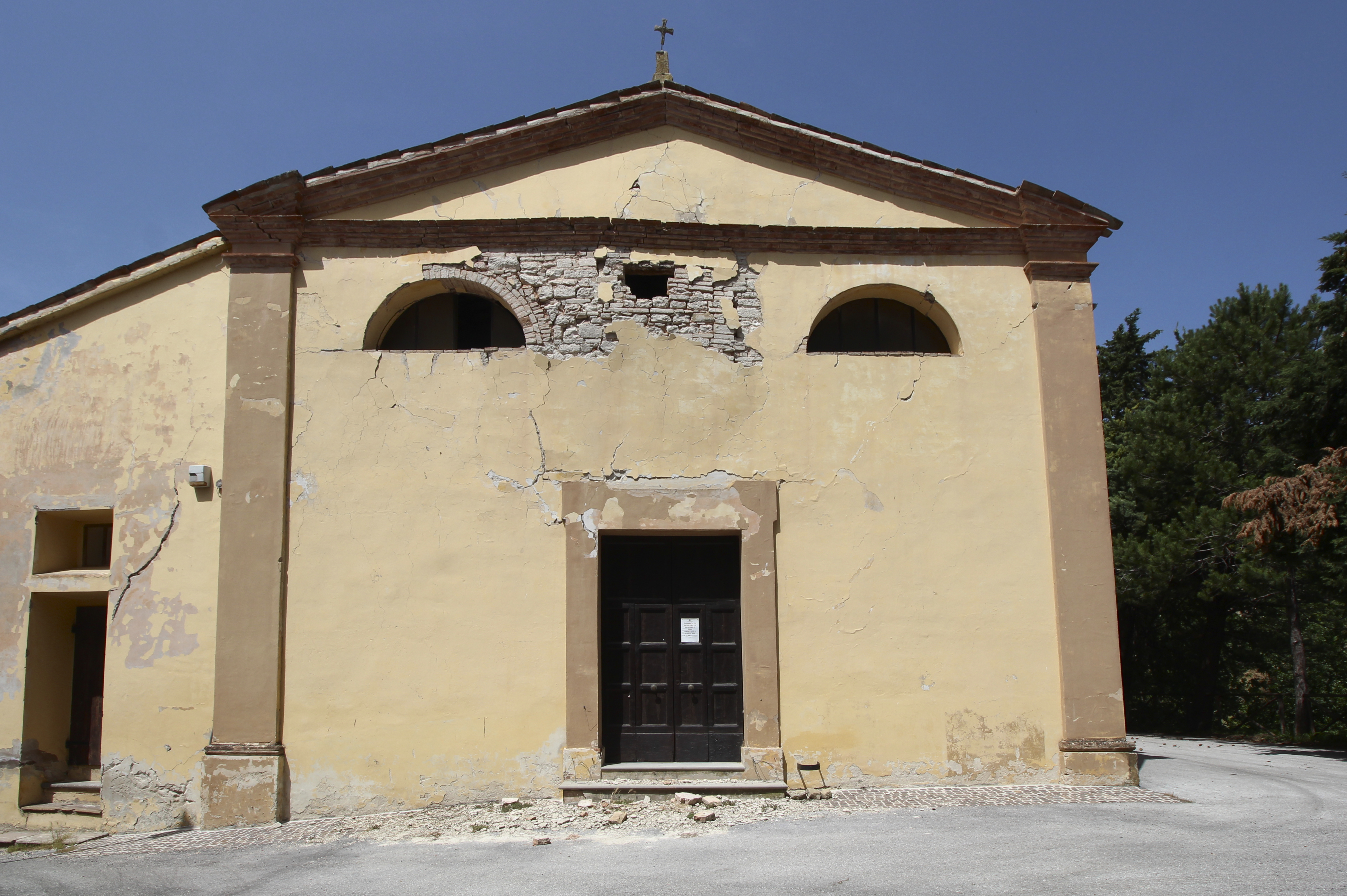
La chiesa di San Paolo in Borgiano
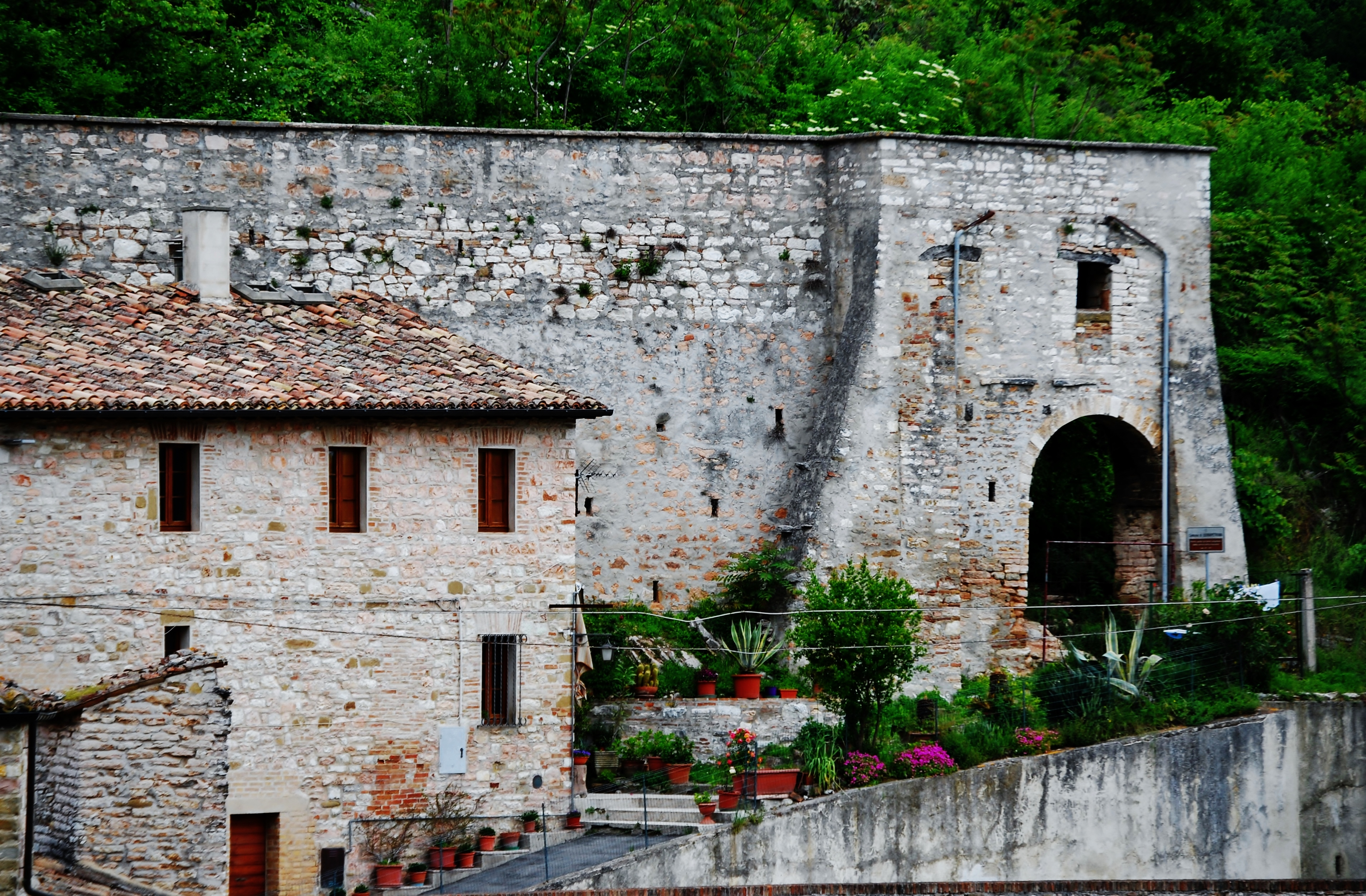
Porta della I cinta muraria
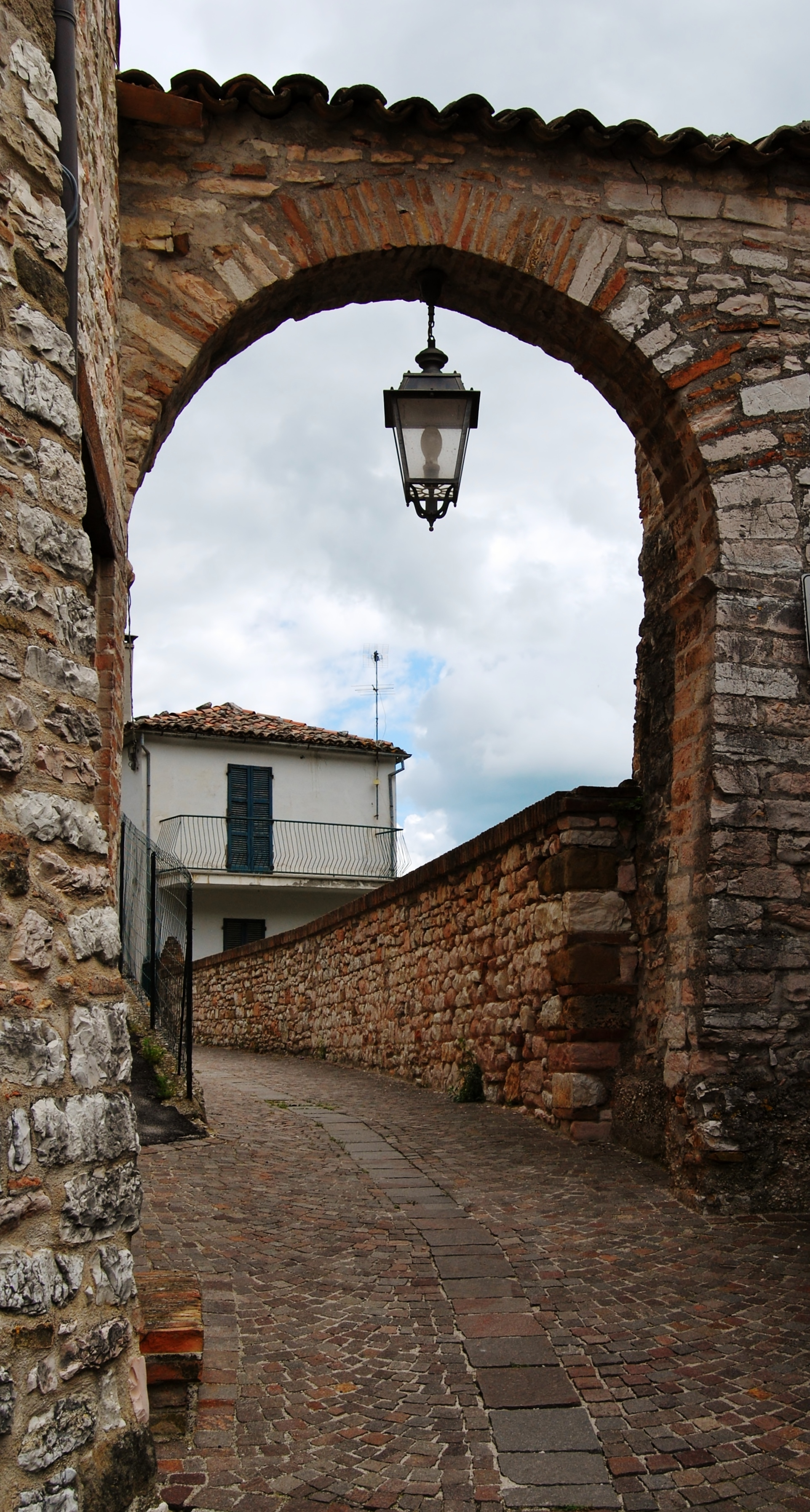
Porta della II cinta muraria
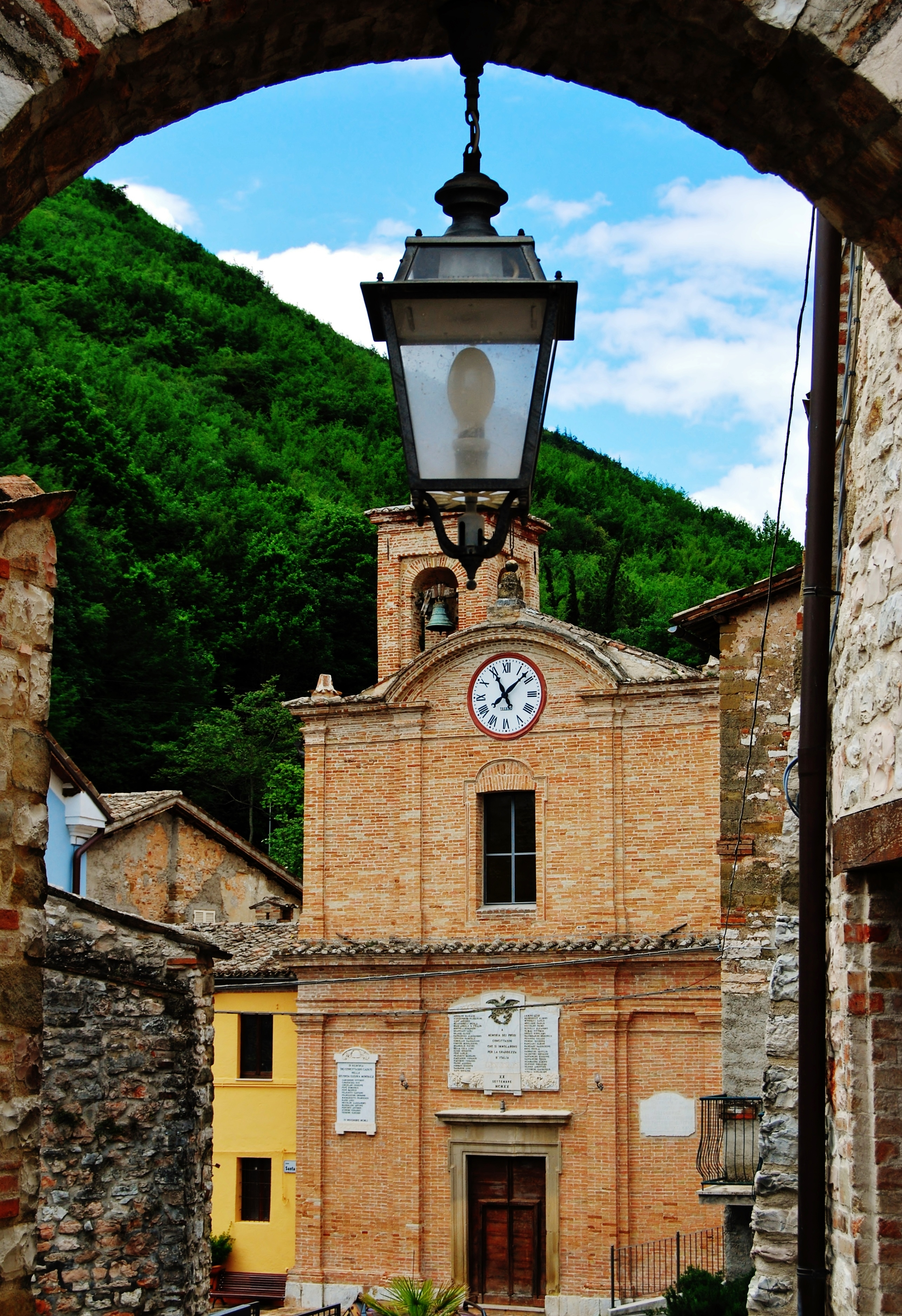
Chiesa di Santa Maria di Piazza